# 马跑泉村
马跑泉村又名马刨泉村，是中国山西省运城市稷山县西社镇马家沟村所辖的一个自然村，坐落于稷山县最北端的大山之中，距离县城23公里，与乡宁县接壤。现有住户不足百人。
马跑泉村是一座千年古村，民居均采用当地石材，依山势而建，高低错落。相传李世民在此与隋军激战。
2014年11月25日，马跑泉村公布为第三批中国传统村落。
2019年1月21日，马跑泉村公布为第七批中国历史文化名村。